# Upplands runinskrifter 592
Upplands runinskrifter 592 är ett runstensfragment, troligen från 1100-talets början, av röd granit i Gränsta, Knutby socken och Uppsala kommun. Runstensfragmentet är 0,45 meter högt och 0,3 meter brett. Runhöjden är 7-9 centimeter. Resten av stenen är enligt uppgift inmurad i en ladugårdsgrund.

## Inskriften
Translitterering av runraden:
...semni · ok · o(t)[irikr · ok · shktirikr · ok · a]skaiʀ · r[a... ... iftiʀ ·] luþin [·] ... ...[s]kaiʀ · riti · e[ftiʀ · ...u](þ)in : fa͡þur · [siʀa]...
Normalisering till runsvenska:
...æmni ok Otryggʀ ok Sigtryggʀ ok Asgæiʀʀ ræ[istu stæin(?)] æftiʀ Luðin ... [A]sgæiʀʀ retti æftiʀ [L]uðin, faður þæiʀa(?).
Översättning till nusvenska:
... -ämne och Otrygg och Sigtrygg och Åsger reste stenen efter Luden ... Åsger reste efter Luden, deras (?) fader.